# André Jolly (peintre)
André Jolly, né le 11 août 1882 à Charleville et mort le 20 juillet 1969 au Mans, est un peintre français de paysages, fleurs, natures mortes et scènes paysannes en extérieur influencé par le postimpressionnisme et le synthétisme et particulièrement marqué par le style de l'École de Pont-Aven, ayant travaillé et vécu en Cornouaille.

## Biographie

### Débuts, Paris et Pont-Aven
André Jolly est né le 11 août 1882 à Charleville, il est le fils de l'imprimeur et libraire ardennais Edouard Jolly, et découvre la gravure et le dessin dans l'atelier familial avant d'entreprendre en 1900 des études de lettres classiques à la Sorbonne à Paris,. Il fréquente toutefois épisodiquement les ateliers  des peintres Victor Marec et Ferdinand Humbert,, mais c'est surtout en autodidacte qu'André Jolly étudie les œuvres de ses contemporains exposées dans les galeries, tels Cézanne, Monet, et sous l'impulsion du peintre Henry Moret rencontré en 1905, Gauguin ou Van Gogh.
C'est entre 1902 et 1903 qu'il réalise son premier séjour à Pont-Aven, avant de s'installer durablement dans la région de 1904 à 1914, se faisant construire une habitation à Névez. Durant cette période, il peint la côte finistérienne, principalement entre Port Manec'h et l'Anse de Rospico.
Il développe dans les années 1910 un style plus personnel, inspiré des Nabis,.

### Première Guerre mondiale
Lors de la mobilisation de la première guerre mondiale, André Jolly est d'abord maintenu à l'arrière pour arythmie cardiaque. Il est nommé intendant au lycée Likès de Quimper reconverti en hôpital militaire. Mais après quelque temps, il insiste pour être envoyé au front. Il est affecté en Alsace au Service de Repérage et d'Observation Terrestre (S.R.O.T.). Il interrompt sa pratique picturale pour se lancer dans un large corpus de croquis et d'études à l’encre, rehaussées de couleurs éclatantes qui représentent ses camarades, son camp, documentant la vie sur la front et à l'arrière. Il développe aussi pendant la guerre sa pratique de gravure sur bois.

### Après guerre
Après guerre, le style pictural d'André Jolly se précise vers le cloisonnisme mais aussi le japonisme(Hiroshige).
Il reprend la peinture, toujours entre la Bretagne et Paris, et bénéficie d'une notoriété croissante ; la Galerie Marcel Bernheim lui consacre ainsi une première exposition personnelle en 1923, le critique du New York Herald note  « une grande vigueur d'exécution et des qualités de coloriste ».
Un séjour en Corse en 1919 apporte un renouvellement dans son art, son expression parait lumineuse et sa peinture des années 20 évolue alors vers un sens plus solide des formes et des choses. En 1924, il quitte Paris pour s'installer à Port Manec'h, puis Quimper et enfin Le Mans. Il expose régulièrement au salon des Indépendants (alors présidé par l'influent Paul Signac), au Salon d'Automne (dont il devient sociétaire en 1909 ) et au Salon des artistes décorateurs,.

## Collections publiques
- Musée de Pont-Aven
  - Les Goémoniers, 1910, huile sur toile, 110,7 x 70,4 cm [14].
  - Neige, 1906, huile sur toile, 75,4 x 64,7cm [15].
  - Scène Bretonne, Le Four, 1909, huile sur toile, 190 x 235 cm dépôt du Musée de l'Ardenne[16].
- Musée de Grenoble
  - Mimosas, 1912, huile sur toile, 39,4 x 48 cm [17].
- Musée d'Art de Nantes
  - Neige en Bretagne, 1909, huile sur toile, 73,2 x 92 cm  [18].

## Salons et expositions
- Musée de Pont-Aven, 19 mars au 20 juin 2005 "André Jolly 1882-1969" [19],[20].
- Musée de Pont-Aven, 4 février au 11 juin 2017 "La modernité en Bretagne /1 de Claude Monet à Lucien Simon (1870-1920) " [6],[21].
- Musée d'Art de Nantes, 19 avril 2018 au 6 janvier 2019 " Le Blanc, une histoire sensible des couleurs "[18].

## Hommages
Un sentier côtier porte le nom de l'artiste à Port Manec'h sur la commune de Nevez.